# Dan Bălan
Dan Mihai Balan (* 6. února 1979 v Kišiněvě, Moldavská SSR) je moldavský zpěvák, skladatel a producent, žijící v New Yorku.

## Začátky s O-zone
Jeho rodiče jsou Mihai Balan a Ludmila Balan, matka vystupovala několik let v televizi, kde četla pohádky.
V roce 1998 založil společně s Petru Želihovskim pěvecké duo O-Zone, které začalo být ve světě známo až o rok později, kdy Želihovski uskupení opustil a na jeho místo nastoupili Arsenie Todiraş a Radu Sîrbu. Dan byl pod pseudonymem Duke (Vévoda) nadále frontmanem uskupení a společně se singly „Dragostea din tei“ nebo „Despre Tine“ se s O-Zone proslavil. Zmíněné hity se dostaly na první místo ve více než 30 zemích, například ve Spojeném království se dostal na 3. místo a po celém světě se prodalo více než 12 milionů kopií; byly na desce „DiscO-Zone“ (2004), které se ve světě prodalo přes 3 500 000 kopií, nejvíce v Japonsku. Skupina se ale v polovině ledna 2005 rozpadla, v letech 2017 a 2019 ale ještě několikrát společně vystoupili.

## Po rozpadu
Každý z nich se tedy vydal na sólovou dráhu. V návaznosti na úspěch skupiny se Dan odstěhoval do Los Angeles. Začal tu spolupracovat společně s Jackem Josephem Puigem. Ten už spolupracoval s hvězdami jako John Mayer, Sheryl Crow, No Doubt a The Rolling Stones. Dan objevil jedinečný a podmanivý styl, jenž použil pro své první album "Crazy Loop" (2010). Pro rumunské obyvatele byl název předělán na "The power of shower". Z této desky pochází několik úspěšných singlů jako "Chica bomb" či "Justify sex". Díky svému velkému úspěchu, talentu a nadání je velice žádaný, a proto jezdí koncertovat do zemí jako je Litva, Rusko, Ázerbájdžán, Rumunsko, Izrael, Spojené arabské emiráty, Moldavsko , Polsko, Francie, Německo a další. Dělá také pořady ve svém rodném[zdroj?] Rumunsku, nebo pracuje na zviditelnění svého chystaného alba v Německu. Média spekulují o tom, že je ženatý se zpěvačkou Sarinou Parisovou a má s ní rodinu, nebo že je bisexuál. Sám zpěvák nic takového nepotvrzuje ani nevyvrací.

## Chica bomb a Justify Sex

### Chica Bomb
Chica Bomb je electro-houseová píseň s lehkými, ale rozumně užitými, sexuálními motivy. Nazpívala ji společně s Danem americká zpěvačka Katie DiCicco. Píseň se stala okamžitým hitem v mnoha evropských zemích - dostala se na 37. místo v německé hitparádě a na 44. v UK Singles Chart; v Rusku a Řecku se objevila na prvním místě (v Řecku byla tato píseň vydána s řeckou zpěvačkou Eleni Foureira, když byla hrána během roku 2010 na MAD MTV Video Music Awards / MAD Video Music Awards.

### Justify Sex
Je taktéž electro-housový song, se sexuálními motivy. Prezentován byl dne 31. července v Moskvě, na festivalu „Europe Plus Live 2010“. Dan se v klipu této písně ukázal jako psychopatický znásilňovatel a vrah Jason Black. Píseň nazpíval společně s neznámou zpěvačkou.